# Arturo Gutiérrez de Terán
Arturo Gutiérrez de Terán Menéndez-Castañedo (31 de enero de 1942, Salas, Oviedo) es un arquitecto y político español que se ha desempeñado en el ámbito comunitario de su región natal, Asturias.

## Biografía
Arturo Gutiérrez de Terán nació en la localidad española de Salas, entonces parte de la provincia de Oviedo. Se tituló como arquitecto por la Escuela Técnica Superior de Arquitectura de Madrid en 1968. Más tarde obtendría la titulación como técnico urbanista por el Instituto de Estudios de la Administración Local en 1980. De familia de la hidalguía montañesa, es descendiente de José María Gutiérrez de Terán, presidente de las Cortes de Cádiz.
Trabajó para el gobierno de Argelia entre 1969 y 1971 como cooperante técnico en proyectos que recibieron distinciones menores del premio Aga Khan de Arquitectura en su etapa anterior a los ciclos trienales. A su vuelta a España, trabajó para el Ministerio de Vivienda español hasta 1974. En 1973 participó en la creación de la Asociación Democracia Socialista Asturiana junto a otros compañeros de ideología socialista entre los que estaba Pedro de Silva.
De 1971 a 1982 se dedicó a su profesión como arquitecto de manera profesional, asesorando durante este periodo a dos ayuntamientos de concejos asturianos: Cangas del Narcea y Corvera.
De 1982 a 1987 fue parte del gobierno preautonómico de Asturias primero como viceconsejero de Ordenación del Territorio y Vivienda y más tarde como consejero de Ordenación del Territorio, Vivienda y Medio Ambiente con los dos primeros gobiernos autonómicos de la Federación Socialista Asturiana: El de Rafael Fernández Álvarez (1982-1983) y el de Pedro de Silva (1983-1987). En esta época fue partícipe de la creación del Consorcio para la Gestión de los Residuos Sólidos de Asturias (Cogersa).
De 1987 a 2014 volvió a ejercer su profesión de arquitecto. En la década de 1990 fue el impulsor y arquitecto de la rehabilitación de la fachada del Palacio de Valdés Salas. En la segunda mitad de la década de los 2000 fue el arquitecto responsable de la ampliación del Campus de Mieres de la Universidad de Oviedo.
Desde el 2001 es el director de la Fundación de Estudios sobre Calidad en la Edificación Asturias, fundación que fue declarada en 2005 como fundación docente y cultural de interés general para el Principado de Asturias.
Desde el 2021, ha colaborado ocasionalmente con el periódico La Nueva España con algunas columnas de opinión.

## Obras
Por su posición como director de la Fundación de Estudios sobre Calidad en la Edificación Asturias, fue invitado a escribir la introducción de:
- Rúa García, Manuel (2012). Síntesis arquitectura Asturias: Bioarquitectura. Asturias: SINTESIS. ISBN 978-84-615-1188-4.

En 2020, colaboró con la obra colectiva dirigida por Javier Junceda Moreno:
- VV. AA. (2020).  Junceda Moreno, Javier, ed. Perspectivas de la legislación del suelo en el principado de Asturias. Oviedo, Asturias: Real Instituto de Estudios Asturianos. ISBN 978-84-121372-7-9. AS02150-2020. Consultado el 9 de febrero de 2023.

## Distinciones
Algunas de las distinciones que ha recibido Arturo Gutiérrez de Terán son:
- Premio Nacional de Urbanismo (1980), por el Plan Redactor de Mieres del que formó parte.
- Accésit en Premio Asturias de Arquitectura (2000) con el Edificio Principal del Parque Científico Tecnológico de Gijón.
- Insignia de Oro del Colegio Oficial de Arquitectos de Asturias (2018)
- Premio Arquitectura del FICARQ (2021).[13]